# Ganaur
Ganaur is een stad en gemeente in het district Sonipat van de Indiase staat Haryana. 

## Demografie
Volgens de Indiase volkstelling van 2001 wonen er 29.005 mensen in Ganaur, waarvan 54% mannelijk en 46% vrouwelijk is. De plaats heeft een alfabetiseringsgraad van 68%. 